# Gordonton
Gordonton est une petite localité et une communauté rurale située dans la région de Waikato dans l’île du Nord de la Nouvelle-Zélande.

## Situation
C’est un village du district de Waikato, localisé au sud-est de la ville de Taupiri sur le trajet de la route State Highway 1 B/S H 1B.

## Toponymie
La zone était initialement appelée « Hukanui », ce qui signifie  "heavy frost" en langue Māori.
Elle fut renommée « Gordonton » d’après ‘John Gordon’, qui était un dirigeant de la New Zealand Land Association exerçant dans la région de Waikato à partir de 1886.

## Population
Gordonton avait une population de 1137 habitants selon le recensement de 2013 en Nouvelle-Zélande, en augmentation de 186 résidents depuis le recensement de 2006.
Il y avait 567 hommes et 570 femmes.
84,6 %  étaient européens/Pākehā, 14,6 % étaient Māori, 1,6 %  étaient des personnes originaires des îles du Pacifique et 6,8 %  étaient d’origine asiatique.

## installations
Le marae local nommé « Hukanui » est un Marae c’est-à-dire un lieu de rassemblement de l’iwi local des Waikato Tainui de l’ hapū des Ngāti Makirangi (en) et des Ngāti Wairere (en).
Il comprend une Wharenui (en) (maison de rencontre) nommée « Te Tuturu-a-Papa Kamutu ».

## Éducation
L’école de « Gordonton School » est une école mixte, publique, assurant le primaire, couvrant les années 1 à 8  avec un effectif de 250 élèves en 2019. L’école fut ouverte en 1891 et fut appelée Hukanui, et transférée sur son site actuel en 1961.

## Domaine de Woodlands Estate
Woodlands est une demeure et un jardin de signification nationale, fondé en 1870.
Le jardin occupe 8 hectares et est ouvert au public.